# Yohann Auvitu
Yohann Auvitu, född 27 juli 1989 i Ivry-sur-Seine, är en fransk professionell ishockeyspelare som spelar för Luleå Hockeyförening.
Han har tidigare spelat på NHL-nivå för Edmonton Oilers och New Jersey Devils i NHL och på lägre nivåer för Albany Devils i AHL, HK Sotji i KHL samt JYP Jyväskylä och HIFK i FM-ligan i Finland.

## Spelarkarriär

### FM-ligan
Auvitu anslöt till JYP Jyväskylä 2008 men spelade inte förrän säsongen 2010–11. Säsongen efter, 2012, vann han finska mästerskapet med JYP och året efter vann han European Trophy med laget. Han skrev på för HIFK inför säsongen 2014–15 och spelade samma år final med HIFK och spelade även Champions Hockey League med laget. Säsongen 2015–16 vann hann som första franska spelare Pekka Rautakallio trofén som FM-ligans bästa back.

### NHL

#### New Jersey Devils
27 maj 2016 skrev han på ett ettårskontrakt med New Jersey Devils i NHL, och debuterade under premiärmatchen 13 oktober 2016 mot Florida Panthers. Han gjorde en assist i sin debutmatch. 11 november 2016 gjorde han sitt första mål i NHL, mot Buffalo Sabres. Han gjorde totalt 25 matcher med Devils under säsongen, och 29 matcher med farmarlaget Albany Devils i AHL.

#### Edmonton Oilers
10 juli 2017 skrev han som unrestricted free agent på ett ettårskontrakt med Edmonton Oilers.

### KHL

#### HK Sotji
Den 2 juli 2018 skrev han på ett tvåårskontrakt med HK Sotji för att spela i KHL.
Den 15 januari 2019 meddelades att han avslutar kontraktet med Sotji.

### Landslagskarriär
Auvitu har spelat flera världsmästerskap med Frankrike. Han debuterade i landslaget 2010 och har sedan dess spelat VM 2010, 2011, 2012, 2013, 2014, 2015, 2016 och 2017.

## Privatliv
Han träffade sin fru Ilariia Gorelova på universitetet JAMK University of Applied Sciences i Jyväskylä. Paret fick sin första dotter, Liya Auvitu, i Helsingfors, mars 2016.
Han talar fem språk flytande: franska, engelska, finska, ryska och tyska.

## Klubbar
- Jets de Viry-Essonne Moderklubb–2005
- Yétis du Mont-Blanc 2005–2008
- JYP 2008–2014
- JYP-Akatemia 2009–2012
- HIFK 2014–2016
- New Jersey Devils 2016–2017
- Edmonton Oilers 2017–2018
- HK Sotji 2018–2019